# Djerassi-Gletscher
Der Djerassi-Gletscher (bulgarisch ледник Джераси lednik Dscherassi) ist ein 2,8 km langer und 1 km breiter Gletscher auf der Brabant-Insel im Palmer-Archipel westlich der Antarktischen Halbinsel. Er fließt südlich des Goritschane-Gletschers, westlich des Kopfendes des Malpighi-Gletschers, nordwestlich des Kopfendes des Mackenzie-Gletschers und nordnordöstlich des Pirogow-Gletschers von den Westhängen der Harvey Heights und den Nordhängen des Mount Parry in nordwestlicher Richtung zur Lanusse-Bucht, in die er nördlich des Venchan Peak einmündet.
Die bulgarische Kommission für Antarktische Geographische Namen benannte ihn 2009 nach dem bulgarisch-US-amerikanisch-österreichischen Chemiker Carl Djerassi (1923–2015), dem Miterfinder der Antibabypille.